# رنسانس تیموری
رنسانس تیموری (به انگلیسی: Timurid Renaissance) دوره‌ای تاریخی در تاریخ آسیایی و اسلامی بود که اواخر قرن چهاردهم، قرن پانزدهم و اوایل قرن شانزدهم میلادی را در بر می‌گرفت. پس از انحطاط تدریجی عصر طلایی اسلامی، امپراتوری تیموری، مستقر در آسیای مرکزی تحت حکومت سلسله تیموری، شاهد احیای هنرها و علوم در جهان اسلام بود. جنبش آن در سراسر جهان اسلام گسترش یافت و تأثیرات عمیقی بر آسیای اواخر قرون وسطی و اوایل دوره مدرن گذاشت. واژه فرانسوی Renaissance به معنای «تولد دوباره» است و دوره را به عنوان دوره‌ای از احیای فرهنگی تعریف می‌کند. رنسانس تیموری کمی زودتر از جنبش رنسانس در اروپا بود. برخی آن را از لحاظ شکوه با کواتروسنتو ایتالیایی همسان توصیف کرده‌اند. رنسانس تیموری در قرن پانزدهم و پس از پایان دوره تهاجمات و فتوحات مغول به اوج خود رسید. بر اساس آرمان‌های اسلامی، پایه‌های رنسانس تیموری شامل بازسازی سمرقند و اختراع شطرنج تیموری توسط تیمور، سلطنت شاهرخ و همسرش گوهر شاد در هرات (شهری که رقیب فلورانس رنسانس ایتالیا بود) می‌بود. رنسانس تیموری همراه با دوره الغ‌بیگ منجم و ریاضیدان (با چند ریاضیات و دانشمندان برجسته اسلامی) همراه بود. ساخت مراکز دانش توسط حامی هنر سلطان حسین بایقرا در این دوره روی داد. در این رنسانس، پروژه‌های ساختمانی در مقیاس بزرگ انجام شد و مقبره‌ها، مدارس و کتابخانه‌ها - کارگاه‌های کتاب اسلامی قرون وسطی ایجاد شد. مطالعات ریاضی و نجومی دوباره تقویت شد و در آغاز قرن شانزدهم تسلط بر سلاح گرم عملی شد. عمده‌ترین مأموریت‌های دوران رنسانس تیموری عبارت بودند از: کاخ تابستانی در شهر سبز، مسجد بی‌بی خانم و ساخت رجستان. شهر هرات در این دوران به مرکز مهم حیات فکری و هنری در جهان اسلام تبدیل شد. سمرقند، مرکز مطالعات علمی که قبلاً در جریان فتح خوارزمیه توسط مغول ویران شده بود، به دلیل بازسازی در این دوره به مرکز رنسانس و به‌طور کلی تمدن اسلامی تبدیل شد. رنسانس تیموری با پیشرفت‌های فرهنگی و هنری سلسله آل بویه تفاوت داشت، زیرا نه احیای مستقیم مدل‌های کلاسیک، بلکه با گسترش جذابیت فرهنگی آنها با گنجاندن سبک‌های محاوره‌ای بیشتر در زبان فارسی همراه بود. رنسانس تیموری تأثیر قابل توجهی بر سایر کشورهای عصر امپراتوری‌های باروت (ترکیه عثمانی و ایران صفوی و هند گورکانی) داشت.